# Archipel de San Andrés, Providencia et Santa Catalina
Pour les articles homonymes, voir Providencia et SAP.
San Andrés, Providencia et Santa Catalina (en espagnol, San Andrés, Providencia y Santa Catalina) est un archipel colombien. C'est aussi un département qui se situe à environ 700 kilomètres de la côte nord-ouest de la Colombie, dans la mer des Caraïbes. D'une superficie d'environ 52,5 km² et ayant environ 70 000 habitants, il est formé des îles de San Andrés et de Providence auxquelles se rattachent une kyrielle d'îlots tels que Santa Catalina, Albuquerque, Serrana, Roncador, Quitasueño, East South East, de même que les bancs de sable Alicia, Serranilla et Bajo Nuevo. La première autorité dans l'archipel est le Gouverneur qui est élu par le vote populaire. Providencia a également un Maire, aussi élu par les habitants. La langue officielle est l'espagnol, bien que beaucoup d'insulaires parlent une langue créole à base anglaise, le créole de San Andrés et Providencia. Dans les îles coexistent la religion catholique, les religions baptiste et adventiste, et d'autres mouvements évangéliques ou même plus récemment des musulmans.

## Histoire
Beaucoup d'historiens s'entendent pour dire que l'archipel a été découvert en 1629 par des Puritains anglais et des bûcherons jamaïcains, et fut par la suite conquis par les Espagnols dans la deuxième moitié du XVIIe siècle. D'ailleurs bien que toutes les îles n'aient pas exactement la même histoire, leur devenir est somme toute similaire : découvertes par les Anglais, mais colonisées par les Espagnols. Pendant plus de deux siècles, Espagnols, Britanniques, Hollandais et Français revendiquent à tour de rôle la possession, au cours d'agressions militaires successives. Sans compter les pirates tels que Manswelt ou Henry Morgan qui les utilisaient comme base d'opérations, à l'insu de leurs propriétaires. Selon la légende, le pirate Morgan y aurait enfoui son trésor fabuleux, dérobé aux Espagnols ; ce trésor n'a jamais été trouvé ou bien, s'il l'a été, ses découvreurs se sont bien gardés d'en faire état.
La guerre de possession se termina avec la signature, en 1783, du traité de Versailles, dans lequel la Grande-Bretagne reconnut la souveraineté de l'Espagne sur l'ensemble de l'archipel. Le commerce avec la Grande-Bretagne a cependant été maintenu.
En 1868, l'archipel commença à dépendre du « gouvernement central de Bogota », en qualité de territoire national. Durant tout le XXe siècle, l'archipel fut une « intendance » (intendencia) jusqu'à ce que la constitution politique de 1991 l'élève au titre de département.

## Séparatisme
En 1903, la population locale avait rejeté l'offre des États-Unis de se séparer de la Colombie dans la foulée du Panamá.
Dans les années 1960 d'abord, et à nouveau à partir de la fin des années 1970, des mouvements séparatistes naissent à l'initiative de membres de la communauté raizal, les Afro-antillais anglophones (apparentés aux Garifunas) qui constituaient la majorité de la population avant la politique de peuplement massif de Colombiens du continent sous la dictature militaire de Gustavo Rojas Pinilla en 1953 (loi 52/1912).
Le premier mouvement, dirigé par Marcos Archbold Britton, demandera en vain à l'ONU d'inscrire l'archipel parmi les territoires colonisés, celle-ci envoie même un haut-commissaire dans l'archipel en 1970, mais il n'y a pas de suites et Archbold doit s'exiler aux États-Unis.
Le second mouvement, né à la fin des années 1970, devint plus important au début des années 1980 et ses diverses composantes s'intégrèrent en mars 1984 pour former le « Sons of the Soil Movement (S.O.S.) » avec une revendication d'autodétermination plus modérée,.
Fondé en 1999, le Amen - SD (« Archipelago Movement for Ethnic Native Self-Determination for the Archipelago of San Andrés, Providence and Kethlena »), un mouvement séparatiste minoritaire dirigé par le Pasteur Raymon Howard, organise tous les 1er juin à San Andrés une manifestation pour exiger l'autodétermination du peuple raizal et la création d'un état associé autonome.
Il existe actuellement deux tendances au sein des Raizals, une tendance radicale, le « Pueblo Indígena Raizal », représenté par les « Indigenous Native Organizations », parmi lesquelles Amen, Barraca New Face, Infaunas, Ketna, SOS Foundation, et une tendance plus modérée et plus encline à la participation aux organes de concertation avec les autorités colombiennes, la « Comunidad Raizal », dont font partie des organisations comme Native Foundation et Integración Básica .

## Géographie

Carte de l'archipel.

### San Andrés
San Andrés est un atoll surélevé, à seulement 1 h 30 par avion de Bogota. C'est la plus grande île de l'archipel avec 26 km2 de superficie et une température moyenne de 27 degrés ; San Andrés concentre 90 % de la population de l'archipel.

### Providencia et Santa Catalina
L'île de Providencia est beaucoup plus montagneuse que San Andrés, avec une altitude de 350 mètres. Providencia, et sa voisine, Santa Catalina, sont un havre de paix et de tranquillité, sur lesquelles résident quatre mille habitants, tous bilingues et très religieux. Il n'y a pas de boutiques ni activité commerciale à Providencia et très peu de voitures circulent sur l'île qui s'étend sur seulement 17 km2. La mer, les montagnes, la végétation abondante et les fruits tropicaux sont les seuls atouts des deux îles. Les seuls témoignages de son histoire de pirates sont quelques canons et beaucoup de légendes. Les événements importants auxquels l'on peut participer sont des tournois de dominos et les courses de chevaux qui sont tenus sur la plage South-west Bay. Les touristes séjournent dans des « cabin-style hotels » ou chez les familles de l'île dans les maisons en bois colorées. De nombreux petits avions effectuent des vols quotidiens, d'une durée d'environ 25 minutes depuis San Andrés.

### Autres îles et cayes
Les cayes comprennent notamment Bajo Nuevo (ou Petrel), Quitasueño (es), Roncador, Serrana et Serranilla

## Démographie
| 1985   | 1990   | 1995   | 2000   | 2005   | - | - | - | - |
| ------ | ------ | ------ | ------ | ------ | - | - | - | - |
| 41 745 | 52 592 | 64 013 | 67 672 | 70 554 | - | - | - | - |

D'après le recensement de 2005 effectué par le Departamento Administrativo Nacional de Estadística colombien, la population comptait 70.554 habitants dont 56,98 % faisaient partie du groupe ethnique afroaméricain raizal, parlant le créole de San Andrés et Providencia, une des deux langues officielles dans le département, conformément à l'article 10 de la Constitution colombienne de 1991. Sur le plan ethnique, 47 % de la population était composé d'afro-colombiens (dont 39,4 % de Raizal (es)), 0,1 % d'Amérindiens et 0,15 % de Gitans.
Il existe également une communauté raizal à Bogota, représentée par l'Organización de la comunidad raizal con residencia fuera del archipiélago de San Andrés, Providencia y Santa Catalina (Orfa).

## Sources
1. ↑  (es) Histoire de département Archipel de San Andrés, Providencia et Santa Catalina
2. ↑  « Raizales », Fundación Hemera (consulté le 29 décembre 2007)
3. ↑  Adriana Matamoros Insignares, « Recordando a Marcos Archbold Britton, líder independentista raizal », Fundación Hemera, 15 janvier 2007 (consulté le 29 décembre 2007)
4. ↑  Actualidad Étnica, « Raizales de San Andrés reclaman autonomía », Fundación Hemera, 4 juin 2007 (consulté le 29 décembre 2007)
5. ↑  Programa Presidencial de Derechos Humanos y Derecho Internacional Humanitario, « Diagnóstico Archipiélago de San Andrés, Providencia y Santa Catalina », 23 novembre 2007 (consulté le 29 décembre 2007)
6. ↑  « Islands of Colombia » (consulté le 21 juin 2017)
7. ↑  (es) Site du Département Administratif National de la Statistique (DANE)
8. ↑  (es) Censo General 2005 — La visibilidad estadística de los grupos étnicos[PDF], p. 29-30 sur le site du DANE